# Jiří Jarošík
Jiří Jarošík (Ústí nad Labem, 27 ottobre 1977) è un ex calciatore ceco, di ruolo difensore.

## Carriera

### Club
Jarošík ha cominciato la sua carriera nello Sparta Praga, dove giocò dal 1996 al 2003 vincendo 5 Gambrinus Liga, 1 Coppa della Repubblica Ceca e vantando diverse partecipazioni alle principali competizioni europee. Militando in prestito anche nelle file dello Slovan Liberec nel 1997-1998.
Il 6 gennaio 2003 si è trasferito al CSKA Mosca, dove è rimasto fino al 5 gennaio del 2005, quando firmò per il Chelsea.
Allenato da José Mourinho, esordì il 15 gennaio 2005 a White Hart Lane contro il Tottenham Hotspur, entrando in campo nel secondo tempo al posto di Aleksej Smertin.
Il 22 agosto 2005 fu ceduto in prestito Birmingham dove diventò il capocannoniere della squadra. Tuttavia non riuscì ad evitare la retrocessione in Championship e andò in Scozia, al Celtic, dove restò dal 18 giugno 2006 al 31 gennaio 2008. Nel primo anno al Celtic ha segnato nella sua partita d'esordio contro il Kilmarnock ed ha vinto la SPL, arrivando così a vincere il campionato nazionale in quattro paesi diversi.
Data la competizione con altri giocatori quali Aiden McGeady e Paul Hartley non ebbe molte opportunità di giocare titolare ma nonostante questo riuscì a contribuire in modo importante alle vittorie della squadra: guadagnando due calci da punizione poi realizzati da Shunsuke Nakamura in Champions League contro il Manchester United e segnando un gol contro lo Shakhtar Donetsk.
Il 31 gennaio 2008 è passato al Kryl'ja Sovetov Samara per un milione di euro., il 15 dicembre 2009 si svincola. Il 14 gennaio 2010, firma per il Real Saragozza. Viene impiegato, da José Aurelio Gay prima e da Javier Aguirre poi, costantemente come difensore centrale.
Segna il suo primo gol in Spagna in una partita di campionato contro l'Atlético Madrid terminata 1 a 1.
Alla fine della stagione 2010-2011, in cui ha giocato 36 partite tutte da titolare, collezionando tre reti e un'espulsione, è rimasto svincolato.
Il 13 agosto 2011 firma un contratto biennale con lo Sparta Praga, club nel quale è calcisticamente cresciuto.
Il 26 agosto 2013 Jarošík ha firmato il Alavés, club appena promosso in Segunda División spagnola.

### Nazionale
Vanta 23 presenze (senza reti segnate) con la Nazionale maggiore della Repubblica Ceca, ma non è mai stato convocato né per gli Europei né per i Mondiali.

## Statistiche

### Cronologia presenze e reti in Nazionale
| Cronologia completa delle presenze e delle reti in nazionale ― Rep. Ceca | Cronologia completa delle presenze e delle reti in nazionale ― Rep. Ceca | Cronologia completa delle presenze e delle reti in nazionale ― Rep. Ceca | Cronologia completa delle presenze e delle reti in nazionale ― Rep. Ceca | Cronologia completa delle presenze e delle reti in nazionale ― Rep. Ceca | Cronologia completa delle presenze e delle reti in nazionale ― Rep. Ceca | Cronologia completa delle presenze e delle reti in nazionale ― Rep. Ceca | Cronologia completa delle presenze e delle reti in nazionale ― Rep. Ceca |
| Data                                                                     | Città                                                                    | In casa                                                                  | Risultato                                                                | Ospiti                                                                   | Competizione                                                             | Reti                                                                     | Note                                                                     |
| ------------------------------------------------------------------------ | ------------------------------------------------------------------------ | ------------------------------------------------------------------------ | ------------------------------------------------------------------------ | ------------------------------------------------------------------------ | ------------------------------------------------------------------------ | ------------------------------------------------------------------------ | ------------------------------------------------------------------------ |
| 16-8-2000                                                                | Ostrava                                                                  | Rep. Ceca                                                                | 0 – 1                                                                    | Slovenia                                                                 | Amichevole                                                               | -                                                                        | 46’ 89’                                                                  |
| 28-2-2001                                                                | Skopje                                                                   | Macedonia                                                                | 1 – 1                                                                    | Rep. Ceca                                                                | Amichevole                                                               | -                                                                        | 77’                                                                      |
| 24-3-2001                                                                | Belfast                                                                  | Irlanda del Nord                                                         | 0 – 1                                                                    | Rep. Ceca                                                                | Qual. Mondiali 2002                                                      | -                                                                        | 80’                                                                      |
| 28-3-2001                                                                | Praga                                                                    | Rep. Ceca                                                                | 0 – 0                                                                    | Danimarca                                                                | Qual. Mondiali 2002                                                      | -                                                                        | 86’                                                                      |
| 25-4-2001                                                                | Praga                                                                    | Rep. Ceca                                                                | 1 – 1                                                                    | Belgio                                                                   | Amichevole                                                               | -                                                                        | 46’                                                                      |
| 15-8-2001                                                                | Drnovice                                                                 | Rep. Ceca                                                                | 5 – 0                                                                    | Corea del Sud                                                            | Amichevole                                                               | -                                                                        | 51’                                                                      |
| 1-9-2001                                                                 | Reykjavík                                                                | Islanda                                                                  | 3 – 1                                                                    | Rep. Ceca                                                                | Qual. Mondiali 2002                                                      | -                                                                        | 46’                                                                      |
| 5-9-2001                                                                 | Teplice                                                                  | Rep. Ceca                                                                | 3 – 2                                                                    | Malta                                                                    | Qual. Mondiali 2002                                                      | -                                                                        | 47’ 65’                                                                  |
| 10-11-2001                                                               | Bruxelles                                                                | Belgio                                                                   | 1 – 0                                                                    | Rep. Ceca                                                                | Qual. Mondiali 2002                                                      | -                                                                        |                                                                          |
| 14-11-2001                                                               | Praga                                                                    | Rep. Ceca                                                                | 0 – 1                                                                    | Belgio                                                                   | Qual. Mondiali 2002                                                      | -                                                                        | 57’                                                                      |
| 12-2-2002                                                                | Larnaca                                                                  | Rep. Ceca                                                                | 2 – 0                                                                    | Ungheria                                                                 | Amichevole                                                               | -                                                                        | 34’                                                                      |
| 18-5-2002                                                                | Praga                                                                    | Rep. Ceca                                                                | 1 – 0                                                                    | Italia                                                                   | Amichevole                                                               | -                                                                        |                                                                          |
| 6-9-2002                                                                 | Praga                                                                    | Rep. Ceca                                                                | 5 – 0                                                                    | Jugoslavia                                                               | Amichevole                                                               | -                                                                        | 64’                                                                      |
| 12-10-2002                                                               | Chișinău                                                                 | Moldavia                                                                 | 0 – 2                                                                    | Rep. Ceca                                                                | Qual. Euro 2004                                                          | -                                                                        | 55’ 59’                                                                  |
| 16-10-2002                                                               | Teplice                                                                  | Rep. Ceca                                                                | 2 – 0                                                                    | Bielorussia                                                              | Qual. Euro 2004                                                          | -                                                                        | 90’ 90+3’                                                                |
| 20-11-2002                                                               | Teplice                                                                  | Rep. Ceca                                                                | 3 – 3                                                                    | Svezia                                                                   | Amichevole                                                               | -                                                                        | 46’                                                                      |
| 12-11-2003                                                               | Teplice                                                                  | Rep. Ceca                                                                | 5 – 1                                                                    | Canada                                                                   | Amichevole                                                               | -                                                                        | 46’                                                                      |
| 18-2-2004                                                                | Palermo                                                                  | Italia                                                                   | 2 – 2                                                                    | Rep. Ceca                                                                | Amichevole                                                               | -                                                                        | 79’                                                                      |
| 9-10-2004                                                                | Praga                                                                    | Rep. Ceca                                                                | 1 – 0                                                                    | Romania                                                                  | Qual. Mondiali 2006                                                      | -                                                                        | 84’                                                                      |
| 13-10-2004                                                               | Erevan                                                                   | Armenia                                                                  | 0 – 3                                                                    | Rep. Ceca                                                                | Qual. Mondiali 2006                                                      | -                                                                        | 73’                                                                      |
| 9-2-2005                                                                 | Celje                                                                    | Slovenia                                                                 | 0 – 3                                                                    | Rep. Ceca                                                                | Amichevole                                                               | -                                                                        |                                                                          |
| 26-3-2005                                                                | Teplice                                                                  | Rep. Ceca                                                                | 4 – 3                                                                    | Finlandia                                                                | Qual. Mondiali 2006                                                      | -                                                                        | 73’                                                                      |
| 12-11-2005                                                               | Oslo                                                                     | Norvegia                                                                 | 0 – 1                                                                    | Rep. Ceca                                                                | Qual. Mondiali 2006                                                      | -                                                                        | 87’                                                                      |
| Totale                                                                   |                                                                          | Presenze                                                                 | 23                                                                       |                                                                          | Reti                                                                     | 0                                                                        |                                                                          |

## Palmarès
- Campionato ceco: 5

Sparta Praga: 1996-1997, 1998-1999, 1999-2000, 2000-2001, 2002-2003
- Coppa della Repubblica Ceca: 1

Sparta Praga: 1995-1996
- Campionato russo: 1

CSKA Mosca: 2003
- Supercoppa di Russia: 1

CSKA Mosca: 2004
- Campionato inglese: 1

Chelsea: 2004-2005
- Campionato scozzese: 2

Celtic: 2006-2007, 2007-2008
- Coppa di Scozia: 1

Celtic: 2006-2007